# Krzemienica (Białoruś)
Krzemienica (także Krzemienica Kościelna, biał. Крамяніца) – wieś na Białorusi w rejonie zelwieńskim obwodu grodzieńskiego.
Położona nad rzeczką Krzemienicą, dopływem Zelwy.
Po roku 1919 w województwie białostockim II RP. Jesienią 1939 roku zajęta przez wojska Rosji Sowieckiej. Po roku 1945 w obwodzie grodzieńskim ZSRR.

## Historia
Najstarsza wzmianka o miejscowości pochodzi z 1498 roku, kiedy Mikołaj Raczkowicz namiestnik koniewski i słubicki, oraz jego bracia Jan, Paweł i Szymko otrzymali od króla Aleksandra Jagiellończyka prawo własności dóbr Krzemienica, które posiadali wcześniej ich dziad Raczko i ojciec Jundziłł. W 1617 roku kasztelan witebski Mikołaj Wolski i jego żona Barbara z Woynów ufundowali w Krzemienicy klasztor Kanoników laterańskich, a akt tego dotyczący podpisali w 1620 roku. W 1639 roku Kazimierz Wolski sprzedał zadłużony majątek Krzemienica Aleksandrze z Sobieskich, wdowie po marszałku Krzysztofie Wiesiołowskim, która w 1643 roku przeznaczyła te dobra na uposażenie ufundowanego przez siebie z mężem klasztoru brygidek w Grodnie. Krzemienica była opisywana jako oppidum, ale nigdy nie nadano jej formalnie praw miejskich. Brygidki posiadały majątek Krzemienica do 1843 roku, gdy został zagarnięty przez rosyjski skarb państwa. W 1828 roku założono cmentarz okolonym w 1936 roku murem. W 1882 roku zapewne Aleksander Borowski wzniósł na nim kaplicę grobową dla swojej rodziny, która od 1889 roku jest wzmiankowana jako kaplica św. Rocha.
W konsekwencji postanowień Paktu Ribbentrop-Mołotow od jesieni 1939 miejscowość była okupowana przez ZSRR, a od lata 1941 okupowana przez III Rzeszę Niemiecką. W 1943 roku na konferencji w Teheranie zatwierdzono, że terytoria te znajdą się w składzie ZSRR. Od 1991 roku na terenie Republiki Białoruś.
Podczas okupacji hitlerowskiej, w 1941 roku Niemcy utworzyli getto dla żydowskich mieszkańców. Przebywało w nim około 200 osób. 2 października 1942 roku Niemcy ostatecznie zlikwidowali getto. Żydów wywieziono do obozu tranzytowego w Wołkowysku a następnie do obozu zagłady w Treblince.

## Kościół katolicki

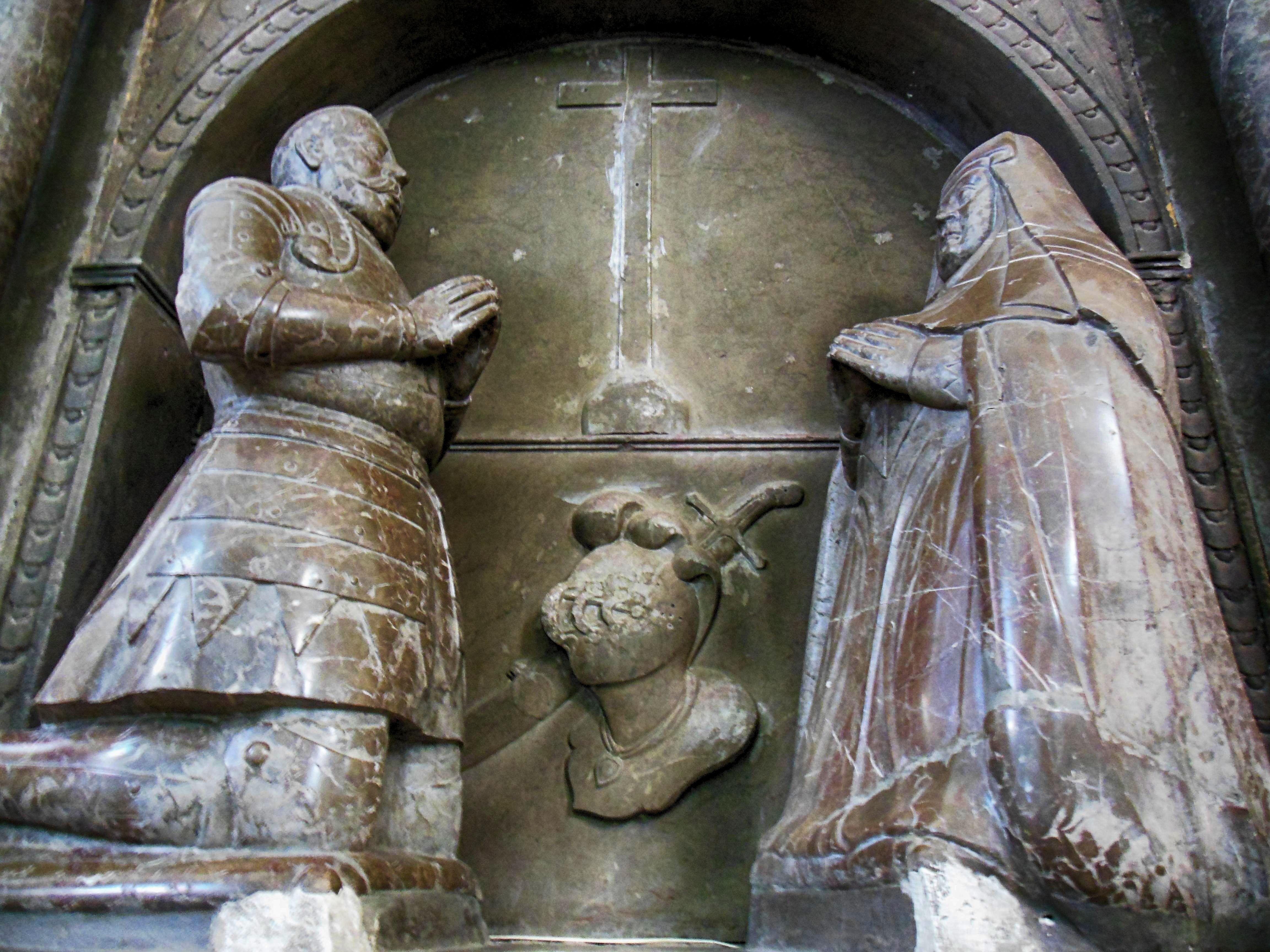
Nagrobek Wolskich

W 1619 roku rozpoczęto budowę kościoła katolickiego, na którym w 1623 roku był już położony dach kryty dachówką. Kościół architektonicznie prezentuje tzw. typ lubelski. Oboje fundatorzy Mikołaj Wolski (zm. 1621) i Barbara Wolska z Woynów (zm. 1623) zostali pochowani w kościele. Przed 1639 rokiem ich syn Kazimierz Wolski ufundował w kościele rodzicom zachowany do dzisiaj marmurowy nagrobek. Z powodu kłopotów finansowych kolatora kościół długo wykańczano. Konsekrowano go dopiero 8 lipca 1657 roku i dokonał jej biskup Jan Karol Dowgiałło Zawisza nadając świątyni wezwanie Bożego Ciała i Nawiedzenia oraz Wniebowzięcia Najświętszej Marii Panny. Jako jeden z nielicznych, kościół nie został zniszczony podczas najazdu moskiewskiego w latach 1655-1661. W 1783 roku wg opisu kościół był kryty dachówką i miał sygnaturkę. W 1830 roku opisano, że w kruchcie znajduje się nagrobek Jundziłłów. 1832 roku klasztor skasowali Rosjanie.
W 1929 roku kościół został wyremontowany.
W latach 1947–1957 w świątyni nie było księdza, więc pilnowali go mieszkańcy. W latach 80. XX wieku władze komunistyczne nakazały zdjęcie zabytkowej sygnaturki. Pokryto też wtedy kościół zwykłą blachą, zamiast dachówki. Kolejny remont przeprowadzono w 1996 roku.
- We wnętrzu zachował się cenny zespół jednorodnego manierystycznego wyposażenia z około 1630 roku autorstwa warsztatu małopolskiego, szczególnie ołtarz główny, tabernakulum, balustrada komunijna, ambona (przebudowana w XVIII wieku), balkon chóru muzycznego, drzwi.

- Nagrobek Mikołaja i Barbary Wolskich z wapienia pińczowskiego i wapienia bolechowickiego ufundował ich syn Kazimierz między 1623-1639 rokiem i wykonał go warsztat z Chęcin. Jest on obecnie uszkodzony, bo nie zawiera siedmiu rzeźb.
- W  1765 roku wybudowano obecnie istniejącą barokową dzwonnicę. W czasie I wojny światowej Rosjanie zrabowali z niej trzy dzwony, w tym jeden z 1620 roku.
- Na cmentarzu zachowała się wmurowana w ogrodzenie barokowa kamienna płyta Anny Czyżerskiej z 1752[2]

## Klasztor Kanoników Laterańskich
Klasztor ufundował kasztelan witebski Mikołaj Wolski i jego żona Barbara Woynianka, a fundację tę 3 listopada 1617 roku zaakceptowała kapituła konwentu Bożego Ciała na krakowskim Kazimierzu, którego klasztor został filią. Akt fundacyjny Mikołaj i Barbara Wolscy podpisali 1 sierpnia 1620 roku. Kamień węgielny pod budowę kościoła położono 31 maja 1619 roku. Murowany klasztor zaczęto budować w 1620 roku, ale wkrótce prace przerwano i na nowo podjęto w 1646 roku. Klasztor jako osobny budynek zbudowano około 15 metrów na zachód od kościoła, prostopadle od jego osi. Miał ryzalit i dwie baszty na planie sześcioboku. Po upadku powstania listopadowego, w 1832 roku Rosjanie skasowali klasztor i przekazali wojsku. .

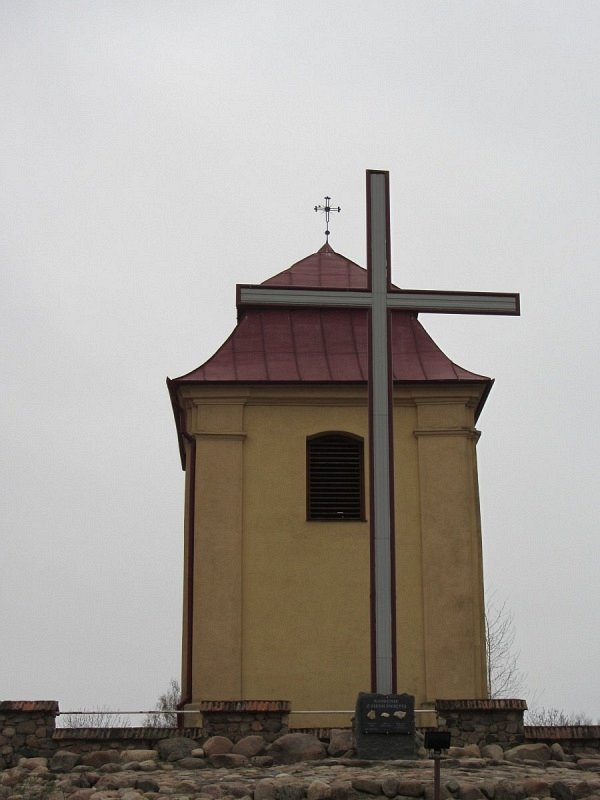
Dzwonnica barokowa z 1765 r.
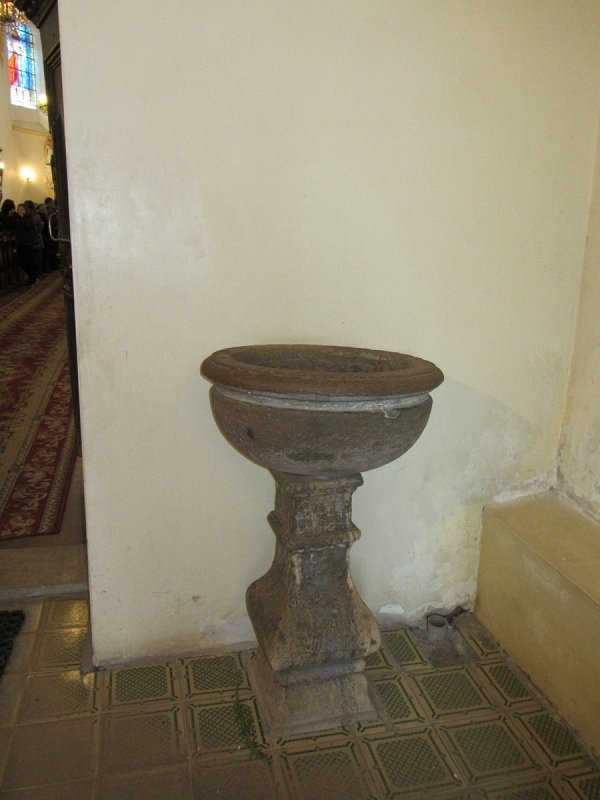
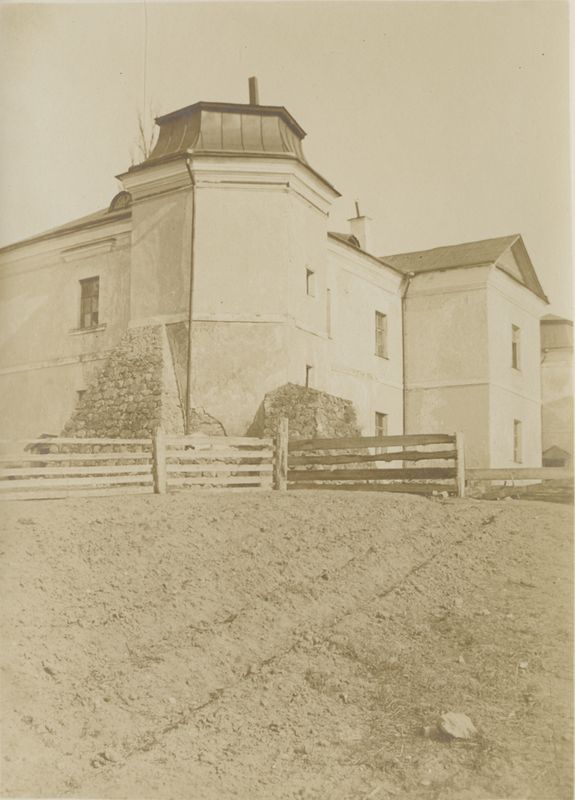
Klasztor w 1907 r.
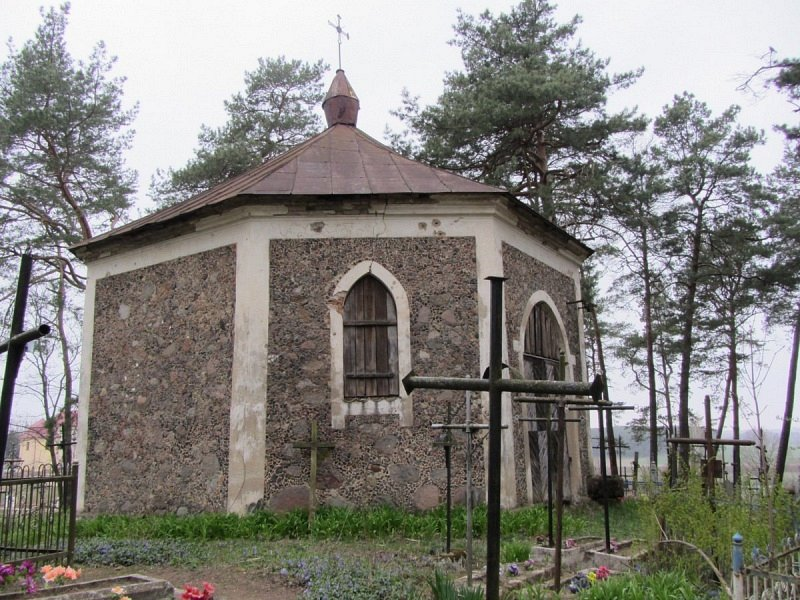
Kaplica św. Rocha na cmentarzu